# Myzomela lafargei
Papa-mel-de-nuca-vermelha ou suga-mel-de-nuca-vermelha (Myzomela lafargei) é uma espécie de ave da família Meliphagidae.
Pode ser encontrada nos seguintes países: Papua-Nova Guiné e Ilhas Salomão.
Os seus habitats naturais são: florestas subtropicais ou tropicais húmidas de baixa altitude, florestas de mangal tropicais ou subtropicais e regiões subtropicais ou tropicais húmidas de alta altitude.